# Северное (Москаленский район)
Северное — деревня в Москаленском районе Омской области. В составе Элитовского сельского поселения.

## История
Основана в 1919 г. В 1928 году хутор Элита № 2 состоял из 33 хозяйств, основное население — русские. В составе Ново-Поповского сельсовета Москаленского района Омского округа Сибирского края.

## Население
| 1926 | 2010 |
| ---- | ---- |
| 75   | ↗449 |